# George Horace Gallup
George Horace Gallup (Jefferson, Iowa, 18. studenog 1901. – Tschingel ob Gunten, 26. srpnja 1984.), američki sociolog-statističar. 
Osnivač je Amričkog instituta za javno mnijenje (1935.) i voditelj glasovitih sociometrijskih ispitivanja javnog mnijenja. Njegova ispitivanja pojam su kritički vođenih istraživanja društvenog i političkog raspoloženja javnosti, koja se vrše na temelju razrađenog sustava anketiranja velikog uzorka, te u pravilu daju indikativne podatke. Popularnost tih ispitivanje velika je još od 1936., kada je Gallup, služeći se sociološki razrađenom metodom uzorka, prognozirao tijesnu pobjedu Roosevelta na predsjedničkim izborima u SAD-u. 